# Marilia
Marilia är ett släkte av nattsländor. Marilia ingår i familjen böjrörsnattsländor.

## Dottertaxa tillMarilia, i alfabetisk ordning[1]
- Marilia aerope
- Marilia alata
- Marilia albicornis
- Marilia albofusca
- Marilia amnicola
- Marilia biloba
- Marilia bola
- Marilia cinerea
- Marilia crea
- Marilia eleutheria
- Marilia elongata
- Marilia fasiculata
- Marilia flexuosa
- Marilia fusca
- Marilia gigas
- Marilia gracilis
- Marilia guaira
- Marilia humerosa
- Marilia infundibulum
- Marilia javana
- Marilia lata
- Marilia lateralis
- Marilia major
- Marilia mexicana
- Marilia microps
- Marilia minor
- Marilia misionensis
- Marilia mixta
- Marilia modesta
- Marilia mogtiana
- Marilia nebulosa
- Marilia nobsca
- Marilia parallela
- Marilia salta
- Marilia scudderi
- Marilia simulans
- Marilia siolii
- Marilia spinosula
- Marilia sumatrana
- Marilia triangularis
- Marilia truncata
- Marilia wrighti